# Cañete (Tucumán)
Cañete fue una ciudad fundada en el año 1560 por Juan Pérez de Zurita en el actual territorio de la provincia argentina de Tucumán. Fue abandonada dos años después debido a los ataques de los indígenas durante la Primera Guerra Calchaquí.

## Fundación
En 1558, continuó impulsándose desde Chile la población de asientos estratégicos en el Tucumán. Para esto, fue enviado Juan Pérez de Zurita por García Hurtado de Mendoza, IV Marqués de Cañete, a poblar lugares estratégicos del Tucumán, con las siguientes finalidades: defender a Santiago del Estero de los diaguitas, facilitar las comunicaciones, proteger el comercio y afianzar la dominación de Chile en la jurisdicción del Tucumán.
Pérez de Zurita fundó así Londres en 1558 y Córdoba de Calchaquí en 1559. En 1560 fundó Cañete, sobre lo que había sido El Barco I, llamándola así en honor al virrey marqués de Cañete. Con la fundación de esta tercera ciudad, completó el cinturón defensivo de Santiago del Estero.

### Ubicación
Cañete estuvo ubicada en las proximidades de la actual ciudad de Monteros, en la desembocadura de la estratégica Quebrada del Portugués, en el valle del cacique Gualán, cerca de Ibatín, donde años después se instalaría por primera vez la ciudad de San Miguel de Tucumán.

### Teoría del Triple asiento
Existe la teoría del triple asiento en el mismo sitio y lugar, de las ciudades de El Barco I, Cañete y la primera fundación de San Miguel de Tucumán, como construidas y ubicadas en el mismo sitio y superpuestas sus ruinas una encima de otra.
Sin embargo otros autores  reconocen que solamente El Barco I y Cañete sí estuvieron en el mismo sitio. Este emplazamiento era bueno, estaba situado en la ribera de un río, en un valle abierto, a inmediaciones del paso de Charcas a Chile y ese lugar se hallaba menos expuesto a las embestidas indígenas que en un alto de la quebrada, como lo estuvo posteriormente Córdoba de Calchaquí.

## Importancia estratégica
Londres, Córdoba de Calchaquí y Cañete fueron emplazadas en pleno dominio diaguita para servir de protección a las caravanas comerciantes. Las tres ciudades conformaban una defensa triangular y al mismo tiempo fueron un arco defensivo de Santiago del Estero. Fue en esos años, y teniendo como base esas poblaciones, cuando se inició el intercambio comercial entre el Tucumán, Chile y Potosí.
Londres mantenía intercambio comercial con Chile y Tucumán, Córdoba era avanzada militar contra los diaguitas y Cañete protegía el comercio entre los valles calchaquíes y Santiago del Estero. Estas ciudades promovieron el intercambio comercial de Chile con toda la región del Tucumán y protegieron el territorio contra los diaguitas. Las tres poblaciones disponían de unos veinte vecinos cada una.

### Desarrollo del comercio
Debido a la paz reinante y al apoyo de las nuevas ciudades, la economía de Santiago del Estero tuvo un franco desarrollo, pero hubo algo más que contribuyó a ello: en Cañete comenzaron a construirse carretas, vehículo que produjo una revolución: la del transporte de mercadería, sólo comparable a la que produjo el ferrocarril en el siglo XIX. Puesto que las carretas sólo podían andar por terrenos llanos o moderadamente ondulados, empezó a usarse un nuevo camino al Perú que evitaba las montañas.

## Abandono y destrucción
Debido a los malos tratos a los indígenas por parte del nuevo gobernador del Tucumán, Gregorio de Castañeda, en 1561 los aborígenes se levantaron al mando del cacique Juan Calchaquí.
Las ciudades españolas fueron atacadas y sitiadas y, pese al esfuerzo por llevarles refuerzos, no pudieron ser sostenidas: Córdoba de Calchaquí, Londres y Cañete, fueron despobladas y destruidas a lo largo de 1562. Al mismo tiempo, la rebelión se extendió hacia el norte: Nieva, en el valle de Jujuy, debió ser abandonada. A fines de 1563, Santiago del Estero era la única ciudad que sobrevivía, aunque precariamente, en las tierras del Tucumán.
La historiografía hispano-americana considera a esta guerra como «una de las mayores tragedias de nuestra historia». La destrucción de estas ciudades y la guerra con los calchaquíes provocó la decisión del rey Felipe II de España en 1563 de separar el Tucumán de Chile para crear una nueva gobernación dependiente del Virreinato del Perú.